# Plano Briggs

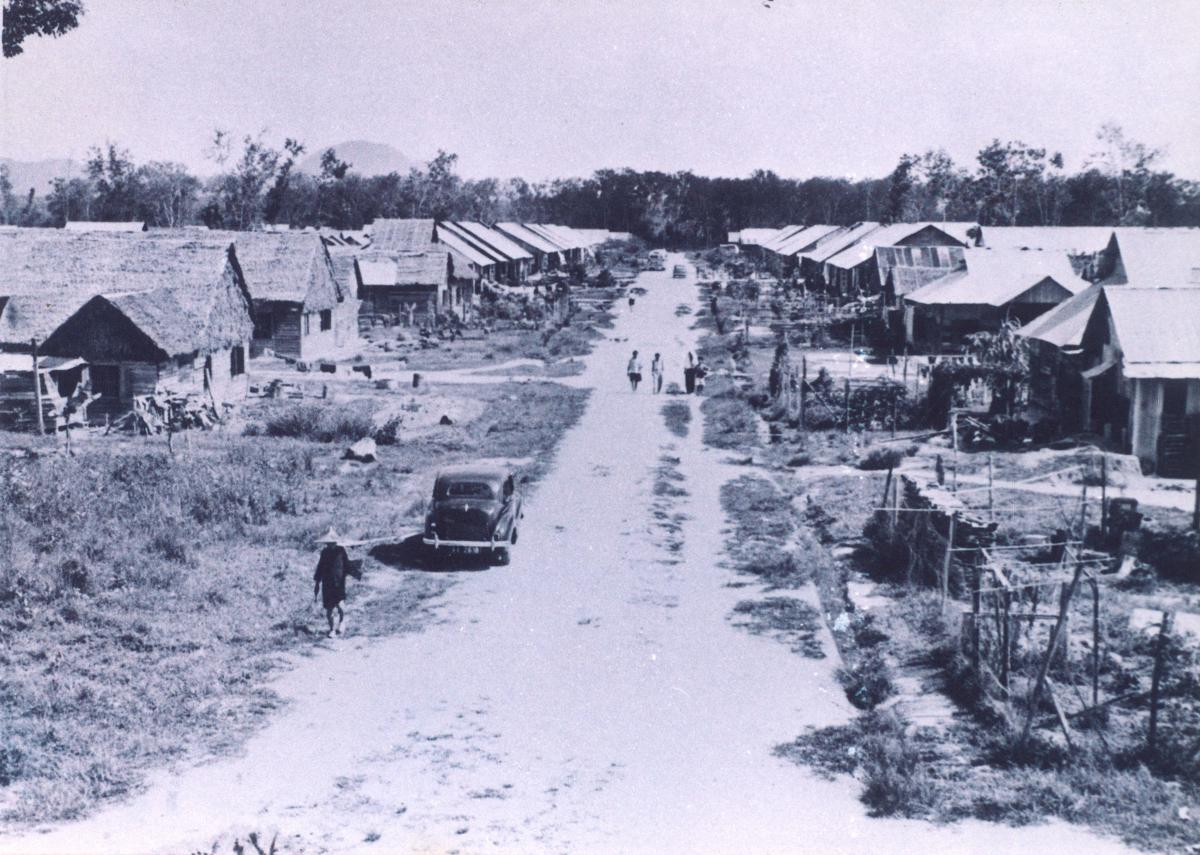
Fotografia de um modelo de nova aldeia, projetada como parte do Plano Briggs para separar a população rural malaia, em grande parte chinesa, dos guerrilheiros comunistas.

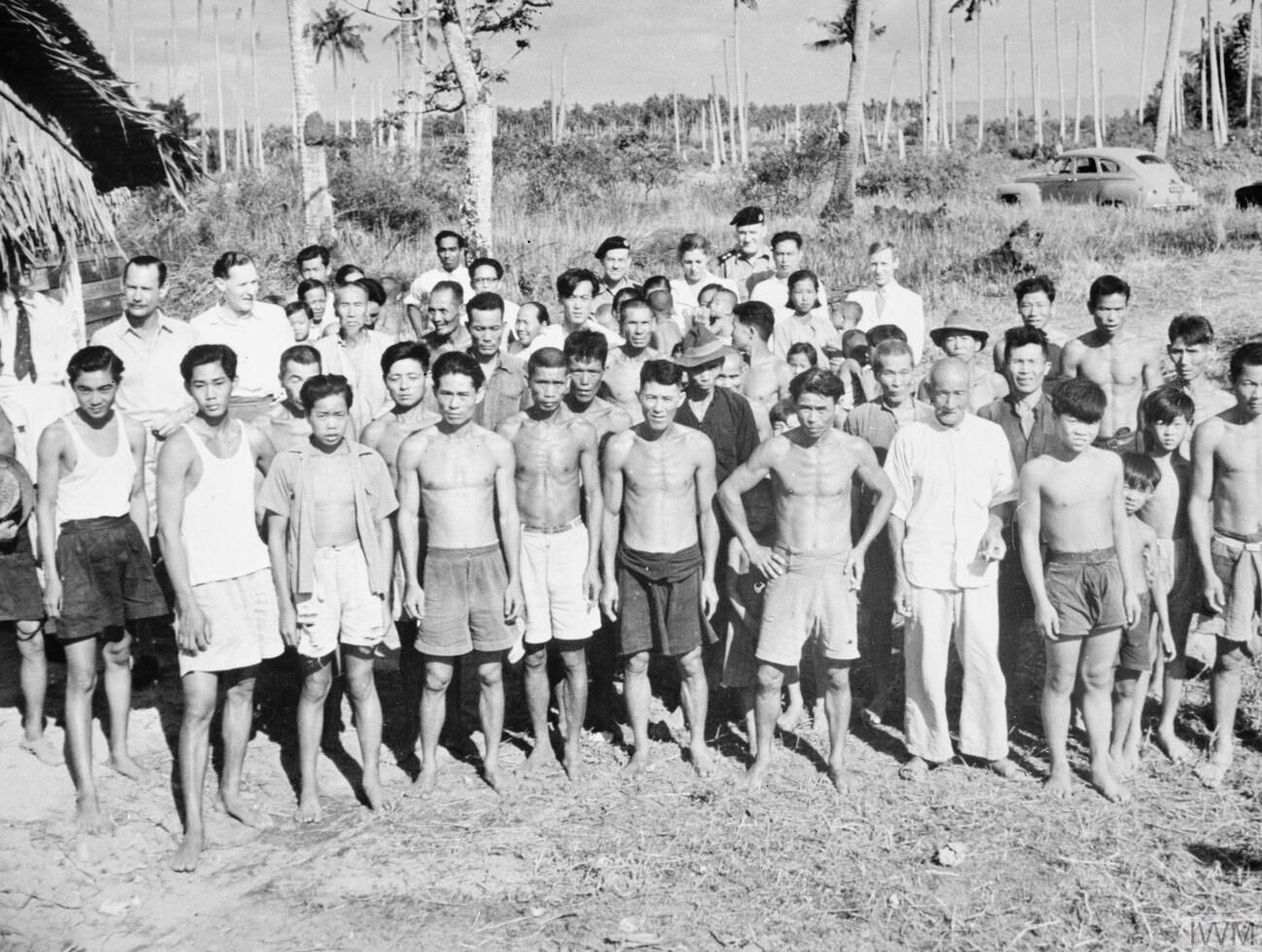
Civis realocados à força pelos militares britânicos como parte do Plano Briggs

O Plano Briggs (em malaio:  Rancangan Briggs) foi um plano militar idealizado pelo general britânico Sir Harold Briggs logo após sua nomeação em 1950 como Diretor de Operações durante a Emergência Malaia (1948–1960). O plano visava derrotar o Exército de Libertação Nacional Malaio, cortando-o de suas fontes de apoio entre a população rural. Para atingir isso, um grande programa de reassentamento forçado do campesinato malaio foi realizado, sob o qual cerca de 500.000 pessoas (aproximadamente 10% da população da Malásia) foram transferidas à força de suas terras e movidas para campos de concentração eufemisticamente chamados de "novas aldeias".
Durante a Emergência, existiam mais de 400 destes assentamentos. Além disso, 10.000 malaios chineses suspeitos de serem simpatizantes do comunismo foram deportados para a República Popular da China em 1949. Os Orang Asli também foram alvos de realocação forçada pelo Plano Briggs porque os britânicos acreditavam que eles estavam apoiando os comunistas. Muitas das práticas necessárias para o Plano Briggs são agora proibidas pelo Artigo 17 do Protocolo Adicional II às Convenções de Genebra, que proíbe deportações de civis e internamento de populações civis além da segurança civil real e necessidade militar em conflitos não internacionais.